# Pursuit of Happiness (Kid Cudi)
Pursuit of Happiness è un brano musicale del rapper statunitense Kid Cudi, pubblicato come terzo singolo estratto dall'album Man on the Moon: The End of Day. Il brano è stato presentato il 4 settembre 2009 da BBC Radio 1, benché il singolo sia stato pubblicato ufficialmente il 25 gennaio 2010. la versione del brano presente sull'album è intitolata Pursuit of Happiness (Nightmare).
Una versione remixata da Steve Aoki è parte della colonna sonora del film Project X di Nima Nourizadeh.

## Tracce
Download digitale
1. Pursuit of Happiness – 4:03

## Classifiche

### Classifiche settimanali
| Classifica (2010-14) | Posizione massima |
| -------------------- | ----------------- |
| Australia            | 41                |
| Austria              | 46                |
| Belgio (Fiandre)     | 9                 |
| Belgio (Vallonia)    | 3                 |
| Canada               | 76                |
| Francia              | 2                 |
| Germania             | 51                |
| Irlanda              | 24                |
| Paesi Bassi          | 49                |
| Regno Unito          | 64                |
| Stati Uniti          | 59                |
| Svezia               | 39                |
| Svizzera             | 50                |

### Classifiche di fine anno
| Classifica (2012) | Posizione |
| ----------------- | --------- |
| Belgio (Fiandre)  | 73        |
| Belgio (Vallonia) | 23        |
| Francia           | 18        |
| Classifica (2013) | Posizione |
| Francia           | 147       |